# Lolo Ferrari
Lolo Ferrari, född som Ève Valois 9 februari 1963 i Clermont-Ferrand, död 5 mars 2000 i Grasse, var en fransk nakendansös och porrskådespelerska. Valois var känd som kvinnan med största brösten i världen. När hon avled var hennes bystmått 177 cm, och vardera bröstet vägde 3 kilo.  

## Biografi
Valois föddes i Clermont-Ferrand och växte upp i La Baule. Fadern var nästan aldrig hemma, och Valois sade i flera intervjuer att hennes mamma föraktade henne och vice versa. Hon träffade sin blivande man 1987, efter att han nyligen avtjänat ett fängelsestraff för narkotikabrott. Valois försörjde både sig själv och maken Éric Vigne genom modelluppdrag och som dansös på strippklubbar i Paris. Hon fick så småningom problem med att få jobb på grund av konkurrens från yngre dansöser med mindre löneanspråk från Östeuropa, och började då ägna sig åt prostitution.
Vigne sägs ha varit drivande till hennes förvandling till den hon kom att bli. Valois medverkade i några pornografiska filmer vilket gjorde henne mycket känd, men själv sade hon sig inte vilja kännas vid stämpeln som porrskådespelerska. Hon hade en kortvarig musikkarriär, bland annat med sången "Airbag Generation".
Den första obduktionen tydde på överdos av mediciner. Två år senare gjordes en ny obduktion, och möjligheten att hon kan ha blivit kvävd till döds lades fram. Valois mor med flera anklagade Ferraris man Vigne för att ha mördat henne. Han häktades och ställdes inför en domstol men frikändes.

## Filmografi
- Le king de ces dames (1995)
- Het verdriet van België (1995)
- Camping cosmos (1996)
- Double air bags (1999)
- Quasimodo d'el Paris (1999)